# Влахи (Болгарія)
Вла́хи (болг. Влахи) — село в Благоєвградській області Болгарії. Входить до складу громади Кресна.

## Населення
За даними перепису населення 2011 року у селі проживали 5 осіб, усі — болгари.
Розподіл населення за віком у 2011 році:
Динаміка населення: